# Alcmeone a Psofide
Alcmeone a Psofide (Ἀλκμαίων ὁ διὰ Ψωφῖδος) è una tragedia frammentaria di Euripide, composta nel 438 a.C. e facente parte di una tetralogia comprendente anche Le cretesi, Alcesti (unica tragedia oggi rimasta) e Telefo.

## Trama
Il matricida Alcmeone, inseguito dalle Erinni, è impazzito: sembra, tra l'altro, che Euripide ne rappresentasse la follia in una scena molto nota, in cui l'eroe snudava la spada, urlando. 
Disperato, si rifugia in Psofide, presso Fegeo che lo purifica e gli dà in sposa la figlia Arsinoe (o Alfesibea). Ma, colpita la regione da sterilità, l'oracolo ordina una nuova purificazione di Alcmeone presso il dio fluviale Acheloo. Purificato da Acheloo, Alcmeone prende in matrimonio la figlia di lui, Calliroe.
Scoperto il tradimento, i fratelli di Arsinoe gli tendono un'insidia e lo uccidono.